# Haindl (Altenmarkt)
Haindl war eine Einöde im Landkreis Passau, die heute mit Langdobl in der Gemeinde Fürstenzell verbunden ist.
Die Lage von Haindl entspricht dem heutigen Anwesen Langdobl 2 auf einem sanften Südwesthang nördlich von Kitzbichl auf der Gemarkung Altenmarkt.
Haindl war ein Ort der aufgelösten Gemeinde Altenmarkt.